# Heterochelus vulpecula
Heterochelus vulpecula är en skalbaggsart som beskrevs av Hermann Burmeister 1844. Heterochelus vulpecula ingår i släktet Heterochelus och familjen Melolonthidae. Inga underarter finns listade i Catalogue of Life.